# WEAVER (밴드)
WEAVER(ウィーバー, 위버)는 일본의 스리피스 피아노 록 밴드이다. 아뮤즈, A-Sketch 소속.
피아노, 드럼, 일렉트릭 베이스의 3피스에 의한 기타리스(less)가 특징이며, 2009년 10월에 메이저 데뷔했다. 밴드명은 "음악을 자아내는 사람"이라는 의미가 담겨 있다.

## 멤버
2004년에 효고현립고베고등학교의 동급생으로 결성되어, 2007년에 현재의 편성이 되었다. 멤버 3명 모두 효고현 고베시 출신이다.
- 스기모토 유우지(杉本雄治, 1988년 12월 3일 - )

리더. 보컬, 피아노, 작곡 담당. 닉네임은 "스기 군".
최근에는 라이브에서 기타를 선보이는 경우도 많다. 술을 못 마시고, 단 것을 좋아한다.
- 오쿠노 쇼우타(奥野翔太, 1988년 8월 18일 - )

일렉트릭 베이스(5현 베이스, 6현 베이스, 7현 베이스, 플랫 베이스), 코러스, 작곡 담당. 닉네임은 "옷 쿤".
오사카 대학 공학부 전자정보공학과를 중퇴했다.
- 카와베 토오루(河邉徹, 1988년 6월 28일 - )

드럼, 코러스, 작사 담당. 닉네임은 "베 짱".
간세이가쿠인대학 문학부 출신이다.